# Copenhagen Sprint 2025
La 1.ª edición de la clásica ciclista Copenhagen Sprint fue una carrera en Dinamarca que se celebró el 22 de junio de 2025 con inicio en la ciudad de Roskilde y final en la ciudad de Copenhague sobre un recorrido de 235,7 kilómetros.
La carrera formó parte del UCI WorldTour 2025, calendario ciclístico de máximo nivel mundial, siendo la vigesimoquinta competición del calendario de máxima categoría mundial. El vencedor fue el belga Jordi Meeus del Red Bull-BORA-hansgrohe, quien estuvo acompañado en el podio por los franceses Alexis Renard del Cofidis y Emilien Jeannière del TotalEnergies, segundo y tercer clasificado respectivamente.

## Equipos participantes
Tomaron parte en la carrera 24 equipos: 10 de categoría UCI WorldTeam y 13 de categoría UCI ProTeam y el equipo nacional danés. Formaron así un pelotón de 166 ciclistas de los que acabaron 155. Los equipos participantes fueron:
| WorldTeams (10)- Alpecin-Deceuninck - Arkéa-B&B Hotels - Cofidis - Lidl-Trek - Red Bull-BORA-hansgrohe - Team Jayco AlUla - Team Picnic-PostNL - Team Visma \| Lease a Bike - Bahrain-Victorious - Intermarché-Wanty ProTeams (13)- Burgos-Burpellet-BH - Caja Rural-Seguros RGA - Israel-Premier Tech - Lotto - Uno-X Mobility - Q36.5 Pro Cycling Team - Solution Tech-Vini Fantini - Team Flanders-Baloise - Team TotalEnergies - Tudor Pro Cycling Team - Unibet Tietema Rockets - Euskaltel-Euskadi - Team Polti VisitMalta Equipo nacional- Dinamarca |
| |

## Clasificación final
- La clasificación finalizó de la siguiente forma:[3]

### Clasificación general
| \| Clasificación general \| Clasificación general \| Clasificación general \| Clasificación general \| Clasificación general \| \| Ciclista \| Ciclista \| Equipo \| Tiempo \| \| \| --------------------- \| ----------------------- \| ----------------------- \| --------------------- \| --------------------- \| \| 1.º \| Jordi Meeus \| Red Bull-Bora-Hansgrohe \| 5 h 01 min 15 s \| \| \| 2.º \| Alexis Renard \| Cofidis \| + 0 s \| \| \| 3.º \| Émilien Jeannière \| Team TotalEnergies \| + 0 s \| \| \| 4.º \| Arnaud Démare \| Arkéa-B&B Hotels \| + 0 s \| \| \| 5.º \| Tobias Lund Andresen \| Team Picnic-PostNL \| + 0 s \| \| \| 6.º \| Hugo Page \| Intermarché-Wanty \| + 0 s \| \| \| 7.º \| Dylan Groenewegen \| Team Jayco AlUla \| + 0 s \| \| \| 8.º \| Phil Bauhaus \| Bahrain Victorious \| + 0 s \| \| \| 9.º \| Stanisław Aniołkowski \| Cofidis \| + 0 s \| \| \| 10.º \| Søren Wærenskjold \| Uno-X Mobility \| + 0 s \| \| \| 11.º \| Laurenz Rex \| Intermarché-Wanty \| + 0 s \| \| \| 12.º \| Rasmus Søjberg Pedersen \| Dinamarca \| + 0 s \| \| \| 13.º \| Manuel Peñalver \| Team Polti VisitMalta \| + 0 s \| \| \| 14.º \| Riley Pickrell \| Israel-Premier Tech \| + 0 s \| \| \| 15.º \| Tibor Del Grosso \| Alpecin-Deceuninck \| + 0 s \| \| \| 16.º \| Giovanni Lonardi \| Team Polti VisitMalta \| + 0 s \| \| \| 17.º \| Milan Menten \| Lotto \| + 0 s \| \| \| 18.º \| Nicolò Parisini \| Q36.5 Pro Cycling Team \| + 0 s \| \| \| 19.º \| Luca Mozzato \| Arkéa-B&B Hotels \| + 0 s \| \| \| 20.º \| Emīls Liepiņš \| Q36.5 Pro Cycling Team \| + 0 s \| \| |                         |                         |                 |
| |                         |                         |                 |
| Fuentes: ProCyclingStats Cycling Quotient |                         |                         |                 |
| Clasificación general |                         |                         |                 |
| Ciclista | Ciclista                | Equipo                  | Tiempo          |
| 1.º | Jordi Meeus             | Red Bull-Bora-Hansgrohe | 5 h 01 min 15 s |
| 2.º | Alexis Renard           | Cofidis                 | + 0 s           |
| 3.º | Émilien Jeannière       | Team TotalEnergies      | + 0 s           |
| 4.º | Arnaud Démare           | Arkéa-B&B Hotels        | + 0 s           |
| 5.º | Tobias Lund Andresen    | Team Picnic-PostNL      | + 0 s           |
| 6.º | Hugo Page               | Intermarché-Wanty       | + 0 s           |
| 7.º | Dylan Groenewegen       | Team Jayco AlUla        | + 0 s           |
| 8.º | Phil Bauhaus            | Bahrain Victorious      | + 0 s           |
| 9.º | Stanisław Aniołkowski   | Cofidis                 | + 0 s           |
| 10.º | Søren Wærenskjold       | Uno-X Mobility          | + 0 s           |
| 11.º | Laurenz Rex             | Intermarché-Wanty       | + 0 s           |
| 12.º | Rasmus Søjberg Pedersen | Dinamarca               | + 0 s           |
| 13.º | Manuel Peñalver         | Team Polti VisitMalta   | + 0 s           |
| 14.º | Riley Pickrell          | Israel-Premier Tech     | + 0 s           |
| 15.º | Tibor Del Grosso        | Alpecin-Deceuninck      | + 0 s           |
| 16.º | Giovanni Lonardi        | Team Polti VisitMalta   | + 0 s           |
| 17.º | Milan Menten            | Lotto                   | + 0 s           |
| 18.º | Nicolò Parisini         | Q36.5 Pro Cycling Team  | + 0 s           |
| 19.º | Luca Mozzato            | Arkéa-B&B Hotels        | + 0 s           |
| 20.º | Emīls Liepiņš           | Q36.5 Pro Cycling Team  | + 0 s           |

## Ciclistas participantes y posiciones finales
Convenciones:
- AB-N: Abandono en la etapa "N"
- FLT-N: Retiro por llegada fuera del límite de tiempo en la etapa "N"
- NTS-N: No tomó la salida para la etapa "N"
- DES-N: Descalificado o expulsado en la etapa "N"

## UCI World Ranking
El Copenhagen Sprint otorgó puntos para el UCI World Ranking para corredores de los equipos en las categorías UCI WorldTeam, UCI ProTeam y Continental. Las siguientes tablas son el baremo de puntuación y los diez corredores que obtuvieron más puntos:
| Posición   | 1.º | 2.º | 3.º | 4.º | 5.º | 6.º | 7.º | 8.º | 9.º | 10.º | 11.º | 12.º | 13.º | 14.º | 15.º-20.º | 21.º-30.º | 31.º-50.º | 51.º-55.º | 56.º-60.º |
| Puntuación | 300 | 250 | 215 | 175 | 120 | 115 | 95  | 75  | 60  | 50   | 40   | 35   | 30   | 25   | 20        | 12        | 5         | 2         | 1         |

| Clasificación |                       |                         |        |
| Ciclista      | Ciclista              | Equipo                  | Puntos |
| ------------- | --------------------- | ----------------------- | ------ |
| 1.º           | Jordi Meeus           | Red Bull-BORA-hansgrohe | 300    |
| 2.º           | Alexis Renard         | Cofidis                 | 250    |
| 3.º           | Emilien Jeannière     | TotalEnergies           | 215    |
| 4.º           | Arnaud Démare         | Arkéa-B&B Hotels        | 175    |
| 5.º           | Tobias Lund Andresen  | Picnic PostNL           | 120    |
| 6.º           | Hugo Page             | Intermarché-Wanty       | 115    |
| 7.º           | Dylan Groenewegen     | Jayco AlUla             | 95     |
| 8.º           | Phil Bauhaus          | Bahrain Victorious      | 75     |
| 9.º           | Stanisław Aniołkowski | Cofidis                 | 60     |
| 10.º          | Søren Wærenskjold     | Uno-X Mobility          | 50     |